# Aleksander Kreek
Aleksander Kreek (* 21. Juli 1914 in der Gemeinde Lihula, Kreis Läänemaa, Estland; † 19. August 1977 in Toronto, Ontario, Kanada) war ein estnischer Leichtathlet. Er wurde 1938 der zweite Europameister im Kugelstoßen. Bei einer Körpergröße von 1,91 m hatte er ein Wettkampfgewicht von 97 kg.
1937 gewann Kreek bei den Studenten-Weltspielen mit 15,17 Meter.
Nachdem bereits bei den ersten Leichtathletik-Europameisterschaften mit Arnold Viiding ein Este das Kugelstoßen gewonnen hatte, gelang es Aleksander Kreek bei den Leichtathletik-Europameisterschaften 1938 in Paris auch den zweiten Kugelstoß-Titel nach Estland zu holen. Im Finale am 4. September 1938 besiegte er mit 15,83 Meter die Deutschen Gerhard Stöck und Hans Woellke.
Aleksander Kreek stieß 1939 mit 16,40 Meter in Tallinn seinen dritten und letzten offiziellen Landesrekord. 1940 stieß er in Tapa noch einen halben Zentimeter weiter, was als Rekord allerdings nicht anerkannt wurde. Mit dem Diskus warf Kreek 1939 seine Bestweite von 47,40 Meter.
Von 1936 bis 1938 war Kreek Angestellter des Nationalen Statistikbüros, danach bis 1940 der estnischen Nationalbank. Von 1942 bis 1944 war er Polizeibeamter. Vor der zweiten Besetzung Estlands durch die Rote Armee flüchtete Kreek nach Schweden; ab 1951 lebte er in Kanada. Sein Enkel Adam Kreek  ist ein kanadischer Ruderer, der mit dem kanadischen Achter Olympiasieger 2008 und dreifacher Weltmeister wurde.